# 卡宗古拉
17°47′S 25°16′E / 17.783°S 25.267°E

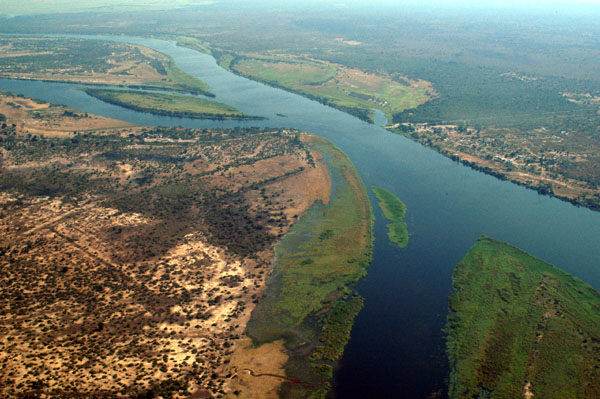
卡宗古拉

卡宗古拉（英語：Kazungula）是贊比亞的城鎮，位於該國南部，由南部省負責管轄，是卡宗古拉縣的首府，處於贊比西河北岸，距離利文斯頓約70公里。